# Großes Schauspielhaus
El Großes Schauspielhaus (Gran Teatro) era un teatro de Berlín, Alemania, a menudo descrito como un ejemplo de arquitectura expresionista, diseñado por Hans Poelzig para el empresario teatral Max Reinhardt. La estructura fue originalmente un mercado construido por el arquitecto Friedrich Hitzig y conservó su forma externa a dos aguas. Luego se convirtió en el Zirkus Schumann, un estadio de circo. Fue renovado por Poelzig y reabierto en 1919, con capacidad para 3.500 personas. Max Reinhardt quería atraer a un público de clase trabajadora. El gran tamaño permitió que las personas que podían pagar los mejores precios por los mejores asientos tuvieran asientos de bajo costo, en la parte trasera del teatro.
Pintado de rojo, era un espacio cavernoso y abovedado y no tenía balcones, lo que contribuía a su inmensidad. Su cúpula y los pilares estaban decorados con mocárabes, un adorno pechina en forma de panal que parecía estalactitas. Cuando se iluminaban, las bombillas del techo formaban patrones de constelaciones celestes y el techo abovedado adoptó otro concepto: el cielo nocturno. En el vestíbulo y en otros lugares, Poelzig utilizó bombillas de colores para crear impactantes fondos visuales. Se proporcionaron entradas separadas para los asientos caros y baratos. El teatro también incluía un restaurante para el público adinerado, una cafetería para el público más pobre y un bar. Los artistas y técnicos disfrutaron de su propio bar, una barbería, un amplio espacio para camerinos y un moderno equipamiento escénico.
Los nazis tomaron el poder en 1933 y cambiaron su nombre por el de Teatro del Pueblo. Describieron el edificio como un ejemplo de Entartete Kunst y renovaron su interior añadiendo un techo suspendido para ocultar las formas de estalactitas. Después de la Segunda Guerra Mundial se utilizó para espectáculos de variedades bajo el nombre de Friedrichstadt-Palast hasta 1988, cuando fue condenado y demolido. Se produjo un fuerte hundimiento de los cimientos y el moldeado de los pilotes de soporte. 
Situado originalmente en el número 1 de la calle Am Zirkus, tras su demolición se construyó en el solar resultante un edificio de usos mixtos terminado en 2013. El nuevo Friedrichstadt-Palast se construyó a 300m de su antigua ubicación, en Friedrichstraße 107.